# Bouteille d'Ekman

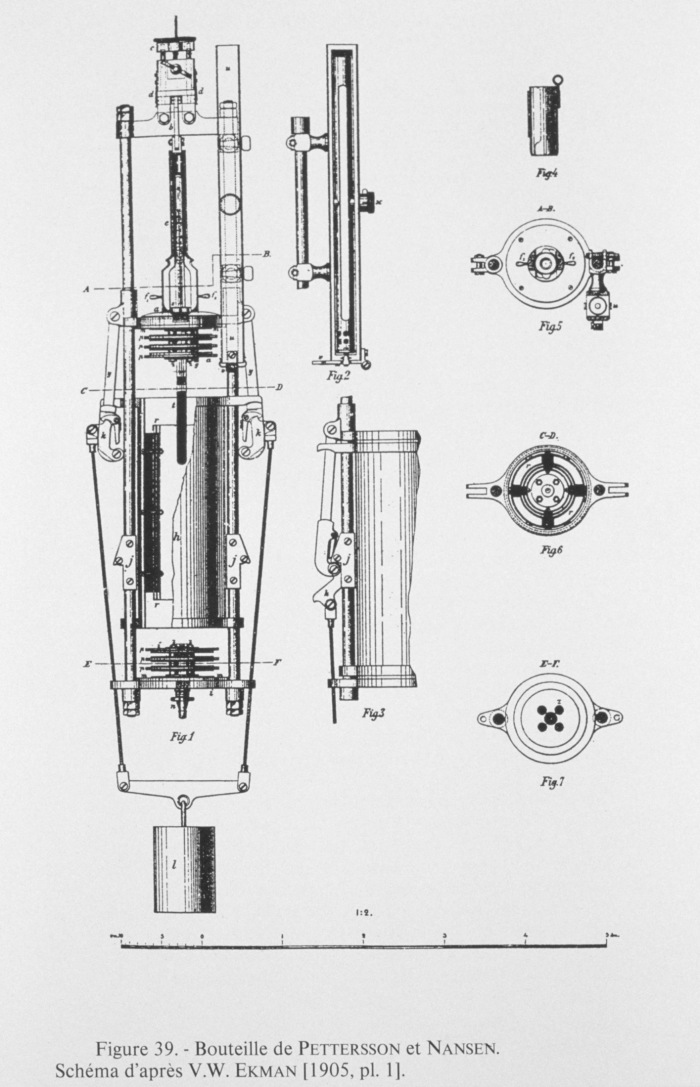
Bouteille d'Ekman

La bouteille d'Ekman est un instrument pour collecter l'eau de mer à différentes profondeurs afin d'analyser sa température. Elle comporte un cylindre isolé dans lequel on a plusieurs tubes à échantillons. On plonge l'appareil à différentes profondeurs où on recueille un échantillon dans chaque tube en ouvrant une trappe qui se ferme ensuite hermétiquement.
Cet appareil fut utilisé la première fois en 1903 et 1904 pour les grandes profondeurs lors de croisières de recherche océanographique. Il se révéla fragile à l'usage car le mécanisme de fermeture plia les tubes. Il demanda donc beaucoup d'entretien. Cependant, des améliorations les rendirent fiables et ils sont encore très utilisés aujourd'hui.